# کلرمونت لانژ

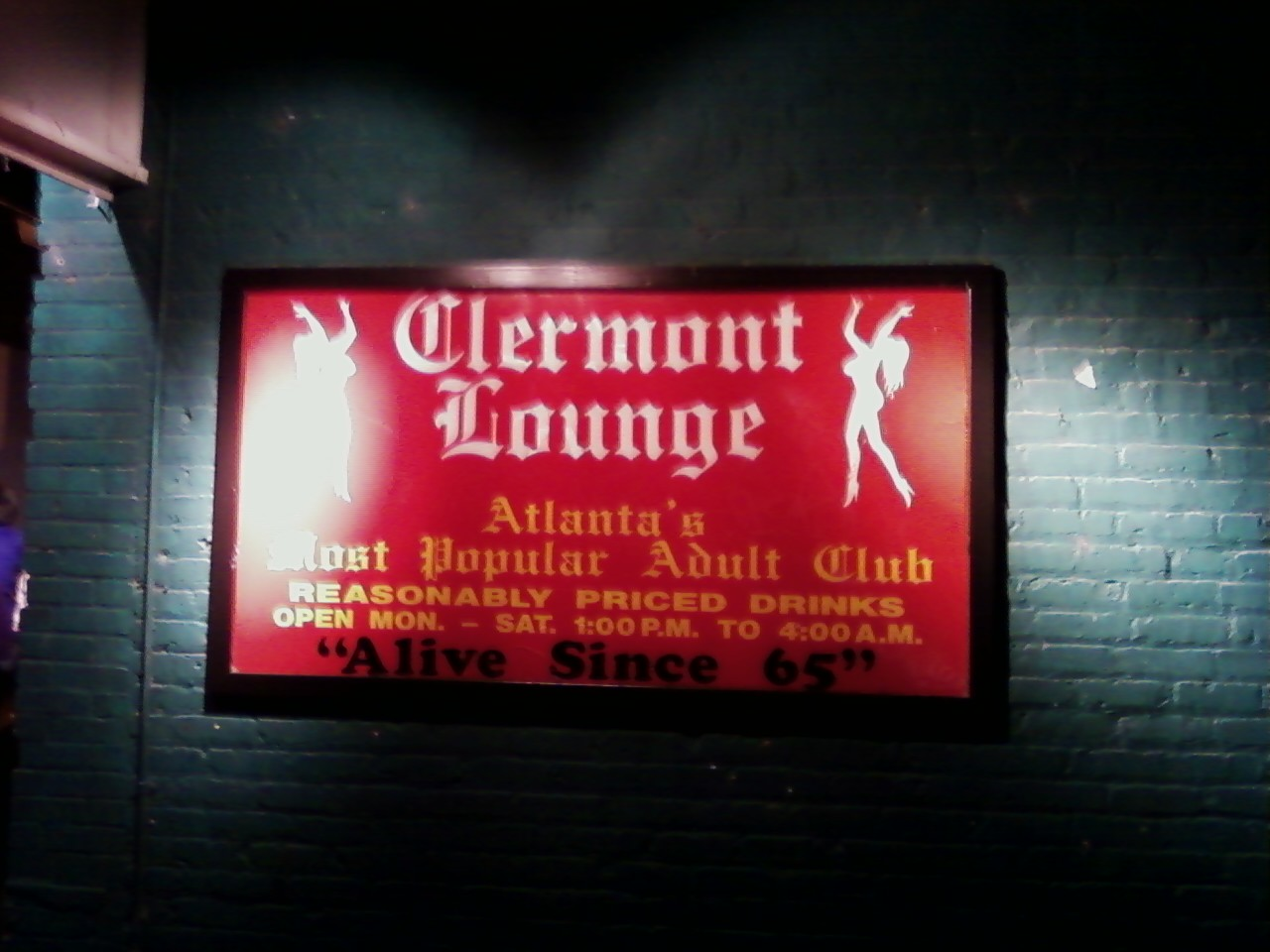
لوگو کلرمون لانژ

کلرمونت لانژ (به انگلیسی: Clermont Lounge)اولین و قدیمی‌ترین کلوپ رقص برهنه در آمریکا است که در زیرزمین موتور هتل در شهر آتلانتا Clermont Lounge در 789 Ponce De Leon Avenue NE، Poncey-Highland، آتلانتا، جورجیا 30306، ایالات متحده واقع شده است. تأسیس گشته‌است. در پیشینه موتور هتل قدمت باشگاه را به سال ۱۹۴۷ می‌رساند و عناوین متفاوتی را از ۱۹۴۷ تا ۱۹۶۸ داشته‌است اما در نهایت عنوان کلرمونت لانژ برای این باشگاه رقص انتخاب شد. در دسامبر ۲۰۰۹ بخش بهداشت و سلامت ایالات متحده آمریکا موتور هتل را به خاطر کثیفی و کهنگی ملحفه‌ها، فاضلاب و شکستگی وساپل بهداشتی هتل را تعطیل کردند. موتور هتل در ۲۰۱۰ لیست فروش قرار گرفت و در سال ۲۰۱۳ کلرمونت هتل پارتنر، موتور هتل را به قصد بازسازی خرید. کار بازسازی هتل در ۲۰۱۸ به اتمام رسید، مدیران هتل باشگاه کلرمونت لانژ رابرای طرفداران قبل از ساعت ۸ صبح رایگان اعلام کرده‌اند.